# Catalunya Informació
Catalunya Informació est une station de radio publique espagnole appartenant à la Corporació Catalana de Mitjans Audiovisuals, entreprise de radio-télévision dépendant du gouvernement autonome de la Généralité de Catalogne.

## Présentation
Lancée le 11 septembre 1992 à 9 h du matin, cette station de format « tout info » traite de l'actualité régionale, nationale et mondiale, 24 heures sur 24. Elle est la première radio d'information d'Espagne, devant Radio 5, créée en 1994, et s'inspire notamment du précédent français (France Info, créée en 1987). Les programmes sont structurés en blocs de soixante (originellement trente) minutes, comprenant bulletins d'information, précédés des titres, chroniques thématiques et émissions de services (météo, état du trafic routier). Se voulant au plus près de l'information, la station peut interrompre ses émissions habituelles dès que la situation l'exige, afin notamment de retransmettre des événements importants, ou donner la parole à ceux qui font l'actualité.
Catalunya Informació reprend, à certains moments de la journée, des émissions de la principale radio publique catalane, Catalunya Ràdio : « El matí de Catalunya Ràdio » (du lundi au vendredi, 6 h - 8 h), « Catalunya migdia » (du lundi au vendredi, 14 h - 16 h) ou « Catalunya Vespre » (du lundi au vendredi, de 21 h - 23 h). Du lundi au vendredi, 16 h - 17 h, elle diffuse également des décrochages locaux dans l'émission « Catalunya al dia », résumant l'actualité des différentes provinces de Catalogne. Parmi les autres productions phares de Catalunya Informació figurent également « Generació digital » (informatique, hi-tech et jeux vidéo), « Mapamundi » (un regard catalan sur l'actualité internationale), « Tot benzina » (auto-moto), « Economía i empresa » (actualité économique) ou encore « Hemicicle » (actualité parlementaire).

## Diffusion
Catalunya Informació dispose d'un réseau d'émetteurs en modulation de fréquence (FM) et en modulation d'amplitude (AM) qui lui permet de couvrir la totalité de la Généralité de Catalogne, mais aussi le département français des Pyrénées-Orientales (partie de la Catalogne historique). 
Elle est également reprise par la TDT (télévision numérique terrestre espagnole), par satellite en Europe (Astra 19,2° Est) et peut être écoutée dans le reste du monde par internet. 
Les studios de Catalunya Informació sont implantés à Barcelone.

### Sources
- (es) Cet article est partiellement ou en totalité issu de l’article de Wikipédia en espagnol intitulé « Catalunya Informació » (voir la liste des auteurs).